# Rheumaptera ljungdahli
Rheumaptera ljungdahli är en fjärilsart som beskrevs av Embrik Strand 1927. Rheumaptera ljungdahli ingår i släktet Rheumaptera och familjen mätare. Inga underarter finns listade.